# كينجي تاباتا
كينجي تاباتا (باليابانية: 田端健児؛ بالكانا: たばた けんじ) هو عداء سريع ياباني، ولد في 1974 في آيتشي في اليابان.

## وصلات خارجية
- كينجي تاباتا على موقع الاتحاد الدولي لألعاب القوى (الإنجليزية)
- كينجي تاباتا على موقع اللجنة الأولمبية الدولية (الإنجليزية)
- كينجي تاباتا على موقع أوليمبيديا (الإنجليزية)